# Обичан човјек
„Обичан човјек” је југословенски ТВ филм из 1984. године. Режирао га је Милан Билбија а сценарио је написао Франк Ксавер Крец.

## Улоге
| Глумац           | Улога |
| ---------------- | ----- |
| Ана Ђорђевић     |       |
| Дражен Мијатовић |       |
| Жарко Мијатовић  |       |